# Grebenau
Grebenau är en stad i Vogelsbergkreis i Regierungsbezirk Gießen i förbundslandet Hessen i Tyskland. De tidigare kommunerna Eulersdorf, Reimenrod, Schwarz, Udenhausen och Wallersdorf uppgick i Grebenau31 december 1971 samt Bieben 1 augusti 1972.